# 菅本裕子
菅本裕子（日语：菅本 裕子，1994年5月20日—），日本女性藝人，隸屬於經紀公司Office AUI（オフィスアウイ）旗下。出身於福岡縣的菅本原本是福岡當地的女子偶像團體HKT48的成員，在2011年時通過該團體的1期生試演會進入演藝圈，但在2012年8月時以個人因素為由自團體辭退，短暫脫離演藝圈。2013年時再次復出，以烹飪藝人的身份活動。

## 簡歴

### HKT48時期
2011年
- 7月10日、HKT48的1期生徵選合格。
- 10月23日、西武巨蛋舉行的『「飛翔入手」發售記念全国握手会活動「AKB48祭り powerd by AKB48 ネ申テレビ」』中與其他的HKT48成員一同披露。
- 11月26日、HKT48劇場首場公演劇場出道。

2012年
- 3月4日、Team H結成時，選為正規成員16名之1。
- 5月27日、在AKB48支援災後重建[1]的『「為了誰」計劃』中，與其他六名成員訪問了宮城縣牡鹿郡女川町。
- 8月18日、由於個人原因，宣佈退出HKT48[2][3]。

### 退出之後
2013年
- 2月23日、發表以廚師的身份重新出發[4]。
- 5月26日、被選定為宣傳福岡縣北九州市魅力的「第6代北九州海報女郎」親善大使三人之一[5]。

2015年
- 11月27日、獲選「ミスiD 2016」。

2017 年
- 成立化妝保養品公司，現在每年營業額兩億日圓以上。

## 人物
- 在指原莉乃移藉到HKT48之前，是HKT48成員中最年長。
- 興趣是製作點心、鑑賞音樂。
- 喜歡的遊戲是神奇寶貝系列。
- 以前喜歡前田敦子，自己在HKT48甄選招募中舉行的『AKB48第22張單曲選拔總選舉』，投了1票給前田[6]。

## HKT48参加曲

### 劇場公演小組曲
TeamH 1st「手牽手」公演
- 胸口的條碼
- 帶我去溫布爾登（Team H成立前）

## 演出作品

### 電視
- ハチナビプラス（2012年1月4日、西日本電視台） - 與兒玉遥共演
- 今日感テレビ日曜版（2012年1月22日、RKB每日放送） - 與松岡菜摘共演
- 原口・はなわの踊る!すまいる大御殿（2012年2月7日、RKB每日放送） - 與穴井千尋、中西智代梨共演
- AKB48のぐぐたす民（2012年3月2日、東京電視台）
- AKBINGO!（2012年3月29日・4月5日、日本電視台） - 與AKB48、兒玉遥、松岡菜摘、若田部遥共演
- このへん!!トラベラー（2012年4月2日、福岡放送） - 與穴井千尋共演
- 週刊AKB（2012年4月27日、東京電視台） - 與其他7名成員共演
- Aruaru YY電視（2012年5月9日・21日、TVQ九州放送）
- きん☆すた（2012年6月1日、NHK綜合・福岡放送局制作） - 與穴井千尋共演
- コレカラ（2012年6月1日、西日本電視台） - 與松岡菜摘共演
- (2014年1月7日 - 3月4日、SORA-TV)[7](主持)
- クリエイティブ·ディグ（2015年10月25日 - 、KBC九州朝日放送）(主持)

### 廣播
- HKT48 のベイビィ~★ラジオ（仮）（FM福岡） - 與HARU、本村碧唯共演

### 雜誌
- 週刊Playboy（2012年4月16日号、集英社） - ソログラビア
- ヤングアニマル（2012年5月25日發售No.11、白泉社） - ソログラビア

### Web
- HKT48 ちひろん & ゆうこすの原宿ガイドMOVIE（2012年7月 - 、集英社）